# Schotten (Duitsland)
Schotten is een gemeente in de Duitse deelstaat Hessen, gelegen in de Vogelsbergkreis. De stad telt 10.045 inwoners.
Het gemeentebestuur zetelt op twee locaties: in het oude raadhuis, aan de Marktstraße 1, bij de O.L. Vrouwekerk, en in een modern stadskantoor ten noordoosten daarvan (Vogelsbergstraße 184).

## Geografie
Schotten heeft een oppervlakte van 133,56 km² en ligt in het centrum van Duitsland, iets ten westen van het geografisch middelpunt.
De gemeente ligt aan de westkant van het 19 miljoen jaar geleden als schildvulkaan ontstane middelgebergte Vogelsberg. Tot het grondgebied  van Schotten behoren de Hoherodskopf (764 m) en de  Taufstein (773 m), de beide hoogste toppen van het Naturpark Vulkanregion Vogelsberg.
Dicht bij Schotten ontspringt de rivier de Nidda.

### Plaatsen in de gemeente
Naast de plaats Schotten omvat de gemeente de volgende 14 plaatsen (stadsdelen), waarvan de meeste in de jaren 1970-1972 aan de gemeente werden toegevoegd, en minder dan 500 inwoners hebben: 
- Betzenrod: 2 km N ( twee kilometer ten noorden van de stadskern van Schotten); eind 2018 circa 550 inwoners
- Breungeshain: 6 km ONO; hier ligt de berg Hoherodskopf
- Burkhards: 12 km ZO
- Busenborn: 6 km O
- Eichelsachsen: 8 km Z; eind 2018 circa 650 inwoners
- Einartshausen: 5 km W
- Eschenrod: 5 km ZO; eind 2018 bijna 600 inwoners
- Götzen: 3 km NNO
- Kaulstoß: 2 km ONO van Burkhards
- Michelbach: 3 km O
- Rainrod: 7 km ZW; eind 2018 ruim 1.100 inwoners
- Rudingshain: 4 km NO; eind 2018 bijna 550 inwoners
- Sichenhausen: 11 km O
- Wingershausen: 7 km Z.

### Naburige gemeentes
- In het noordwesten: Laubach over de B276 en Grünberg, circa 27 km; ongeveer 6 km ten N van Grünberg ligt afrit 7 van de Autobahn A5.
- In het noordoosten: Ulrichstein (11 km) en 20 km verderop Lauterbach
- In het oosten: Fulda, 39 km voorbij Ulrichstein
- In het zuidoosten: Gedern, 15 km over de B276
- In het zuidwesten: Nidda, 15 km over de B455, en ongeveer 11 km verderop afrit 38 Florstadt van de Autobahn A45
- In het westen: Hungen, ruim 22 km

### Infrastructuur
De Bundesstraße 455, zuidwestwaarts richting Wiesbaden, begint in Schotten. Een andere belangrijke verkeersweg, die de stad aandoet is de Bundesstraße 276 die van noordwest naar zuidoost loopt.
Openbaar-vervoerreizigers zijn op de streekbusverbinding met het stadje Nidda aangewezen, dat een station heeft. Dit station is ieder uur met stoptreinen bereikbaar vanuit Gießen en Frankfurt am Main Hbf.

## Geschiedenis

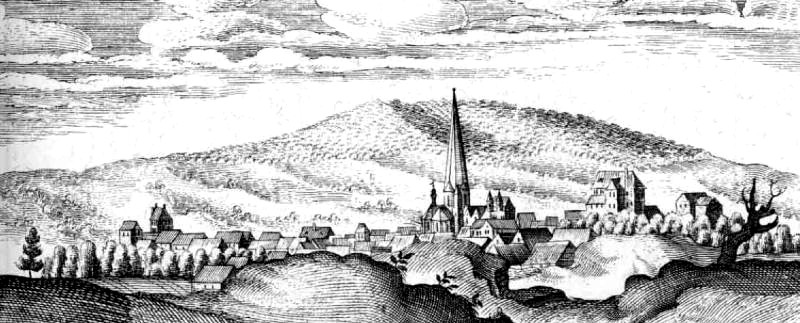
Schotten op een Merian-prent uit 1655

De locatie van de gemeente Schotten was, zoals uit archeologisch onderzoek is gebleken, reeds in de Jonge Steentijd sporadisch bewoond. Later hebben er dragers van de Hallstattcultuur, wellicht Kelten, gewoond.
Schotten dankt zijn bestaan aan een sinds de 8e eeuw bestaand kerkje. Wellicht werd het vóór 778 gesticht door uit Ierland of Schotland afkomstige monniken van een, niet meer bestaand, klooster bij Rheinau (Duitsland), die de bevolking kwamen kerstenen. Dat zou ook de plaatsnaam Schotten kunnen verklaren. In de vroege middeleeuwen bestond hier een versterking op een in 1382 verwoeste ringwal, die ter plaatse als Alteburg bekend stond.
Rondom het kerkje ontstond door boskap een boerendorp, dat zich vanwege zijn gunstige ligging in de 14e eeuw tot een stadje ontwikkelde (stadsrechten in 1354). Het stadje werd door roofridders, vermoedelijk van de geslachten Von Eppstein en Von Trimberg, beheerst. Een coalitie van steden, de Rheinische Städtebund, nam de plaats in, verwoestte de roofridderburchten en herbouwde Schotten in 1385. Vanaf 1403 was Schotten onderhorig aan het Landgraafschap Hessen, en vanaf 1584 tot aan de Napoleontische tijd aan het Landgraafschap Hessen-Darmstadt.
De Reformatie in de 16e eeuw bewerkte, dat de bevolking van Schotten overging tot het evangelisch-lutherse protestantisme. Tot op de huidige dag is ongeveer 5/6 deel van de christenen in de gemeente deze gezindte toegedaan.
Op 3 juni 1826 werd het dorp Eschenrod door een overstromingsramp, volgend op een wolkbreuk, geteisterd. Tientallen huizen werden geheel of gedeeltelijk vernield, en er vielen 27 doden.
In 1925 ontstond ten gerieve van de motorsport ten noordoosten van Schotten  het 16 km lange circuit  de Schottenring. Na een dodelijk ongeluk in 1973 werd dit weer gesloten. Sporadisch kan men langs landwegen in de streek nog zien, dat deze tot het parcours van de Schottenring hebben behoord.
Andere belangrijke historische gebeurtenissen in de gemeente, ook tijdens de Tweede Wereldoorlog, zijn niet overgeleverd.

## Economie
Belangrijkste middel van bestaan in de gemeente is het toerisme, gevolgd door de landbouw en de bosbouw.

## Bezienswaardigheden en recreatie
Schotten beschikt over een bezienswaardig,  historisch stadscentrum. Ook de meeste dorpjes rondom Schotten zijn rijk aan oude, schilderachtige vakwerkhuizen, en hebben meestal een fraai 17e- of 18e-eeuws evangelisch-luthers dorpskerkje.
Zeer bezienswaardig is de in de 14e eeuw gebouwde, gotische Johannes-de-Doperkerk, later omgewijd tot Onze-Lieve-Vrouwekerk en in gebruik genomen door de evangelisch-lutherse kerkgemeente. In deze kerk bevindt zich een eveneens 14e-eeuws altaarstuk, dat als bijzonderheid heeft, dat links onderaan de Besnijdenis van de Heer erop is afgebeeld, en dat Jezus als volwassene is afgebeeld in Joodse kledij; ook staan omstanders afgebeeld,  die een zogenaamde Jodenhoed dragen. Vermoed wordt, dat de anonieme maker van dit kunstwerk de Joodse achtergrond en herkomst van Jezus wilde benadrukken; niet onmogelijk is, dat de kunstenaar zelf Joodse voorvaderen had. Het kerkorgel in de O.L. Vrouwekerk dateert van 1783.
Schotten ligt  in een fraaie, bosrijke en heuvelachtige omgeving,  zie: Vogelsberg. De top van de berg Hoherodskopf (764 m hoogte, bij Breungeshain) is sterk toeristisch ontwikkeld. In strenge winters kan men er zelfs skiën. Ook staat er een markante telecommunicatiemast op deze top.
Bij Schotten staat een 14e-eeuws kasteel, het in 1385 herbouwde Eppsteiner Schloss, dat aan de lokale adellijke familie Von Eppstein heeft toebehoord. Dit moet niet worden verward met de, deels tot ruïne vervallen, Eppsteiner Burg nabij het stadje Eppstein. Het kasteel te Schotten brandde in 1852 uit, en werd na herbouw particulier eigendom. Het kasteel kan niet bezichtigd worden.
Het Vulkaneum is een populair-natuurwetenschappelijk museum over het verschijnsel vulkanisme. De Vogelsberg ten oosten van de stad is immers een uitgedoofde vulkaan. Het staat naast het toeristisch informatiebureau van Schotten. Daarnaast beschikt Schotten over een streekmuseum in het historische Haus Weber.
Bij het stadje ligt een bescheiden,  4 hectare groot, vogelpark,  opgezet als dagbestedingsproject voor gehandicapten uit Schotten.
In het zomerseizoen is watersportrecreatie mogelijk op en om het stuwmeer in de Nidda, de Niddastausee. Deze ligt 2 kilometer ten zuidwesten van de stadskern. Er is een camping aanwezig.

## Afbeeldingen

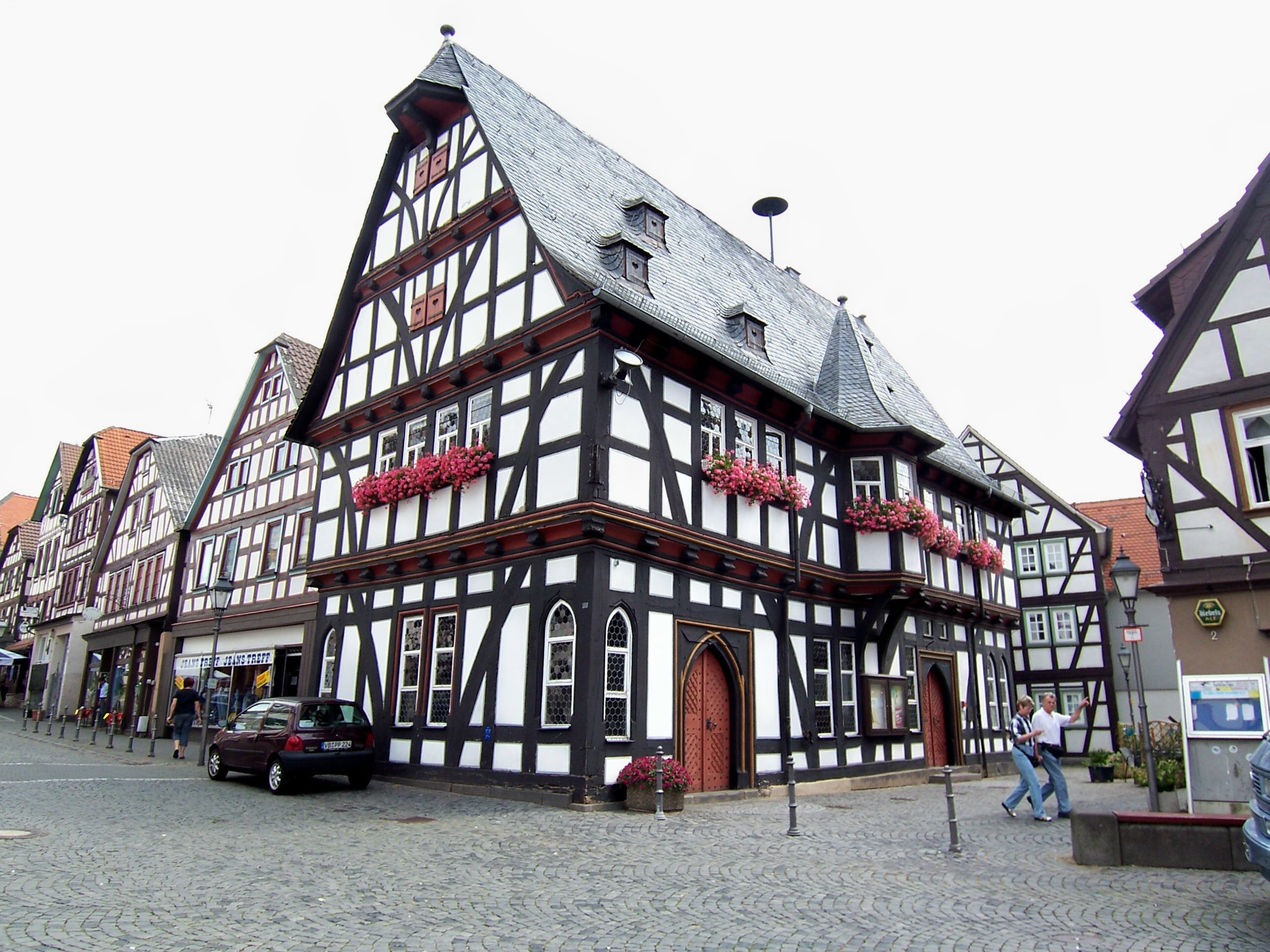
Oude stadhuis, Marktstraße 1
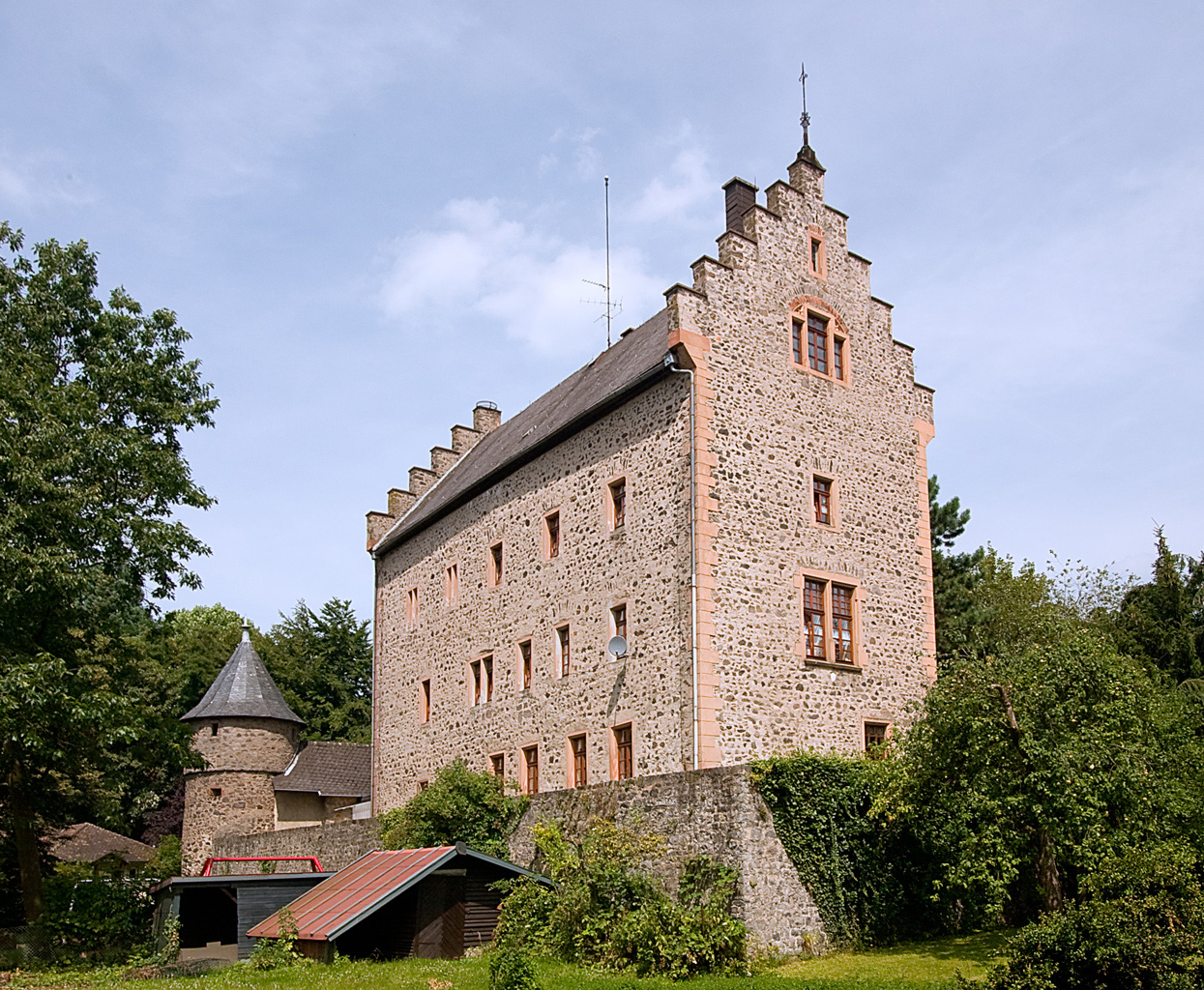
Kasteel Eppstein
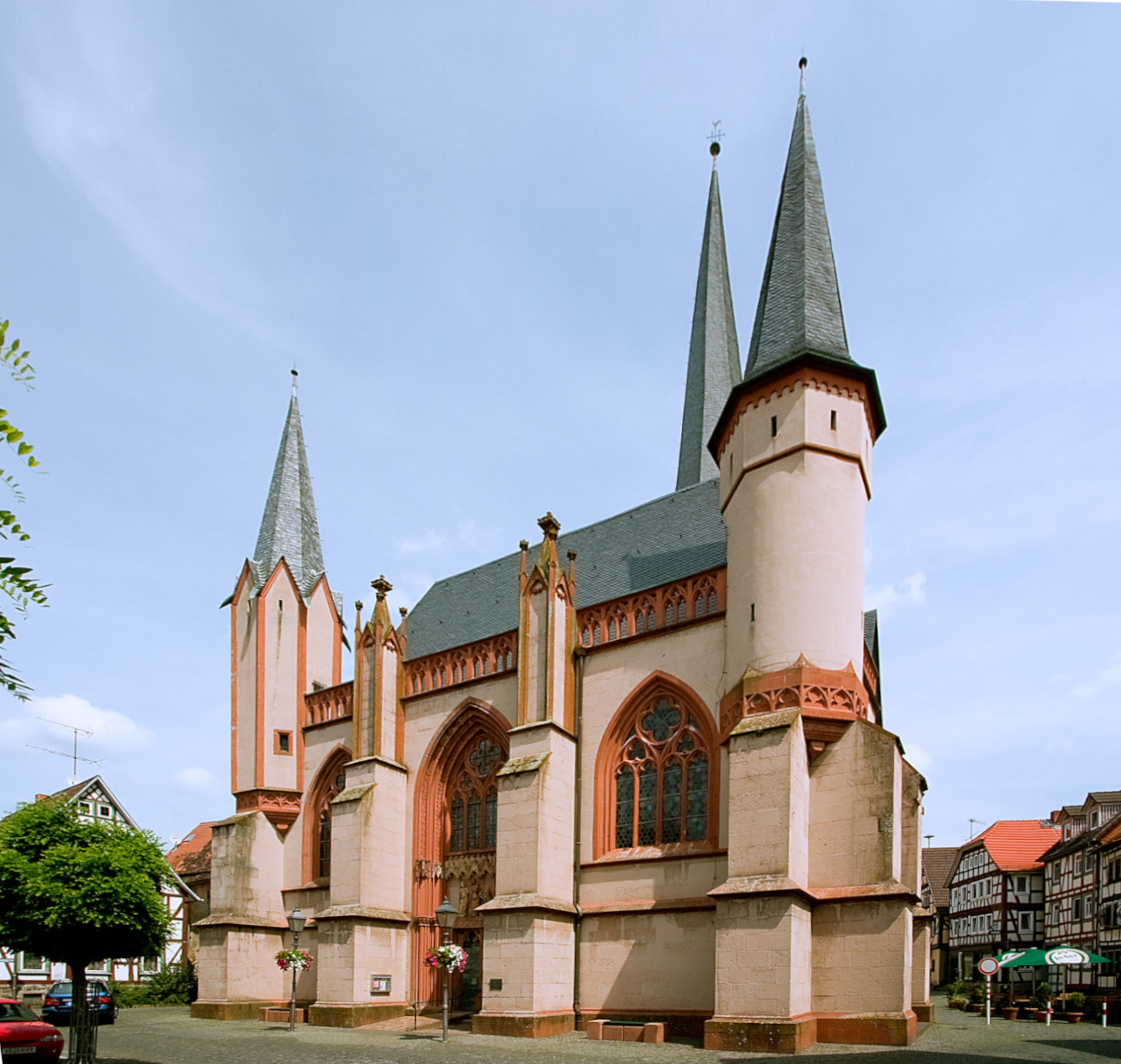
O.L. Vrouwekerk
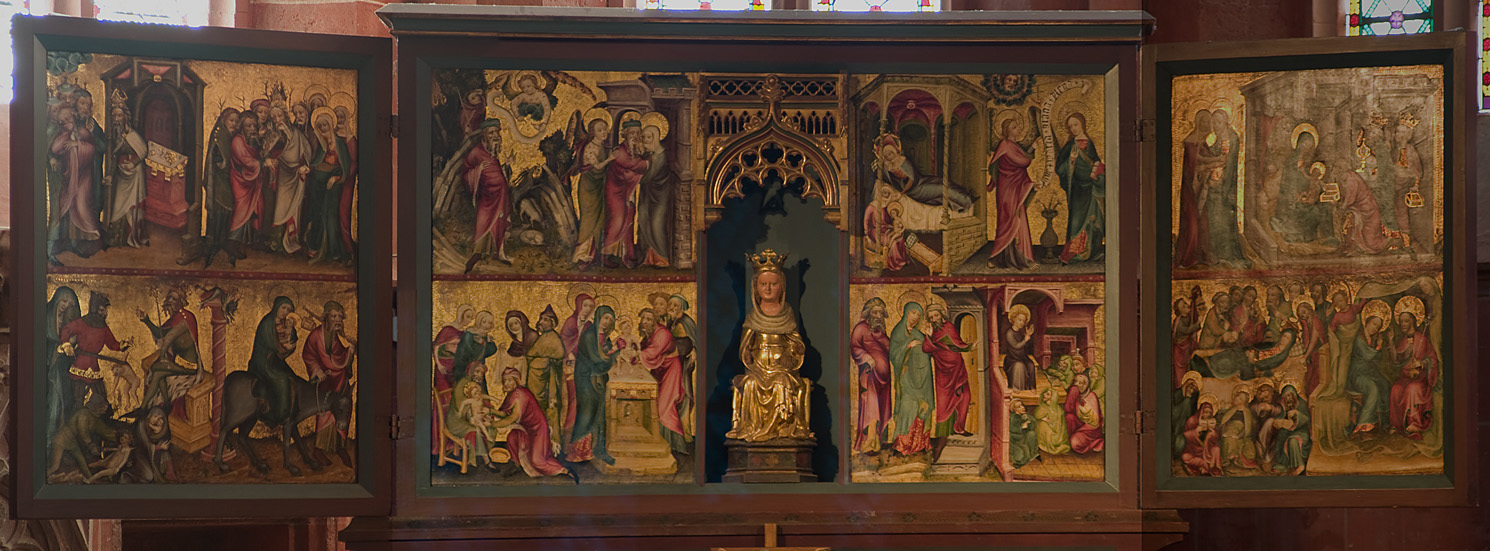
Altaarstuk in de O.L.Vrouwekerk (ca. 1380)
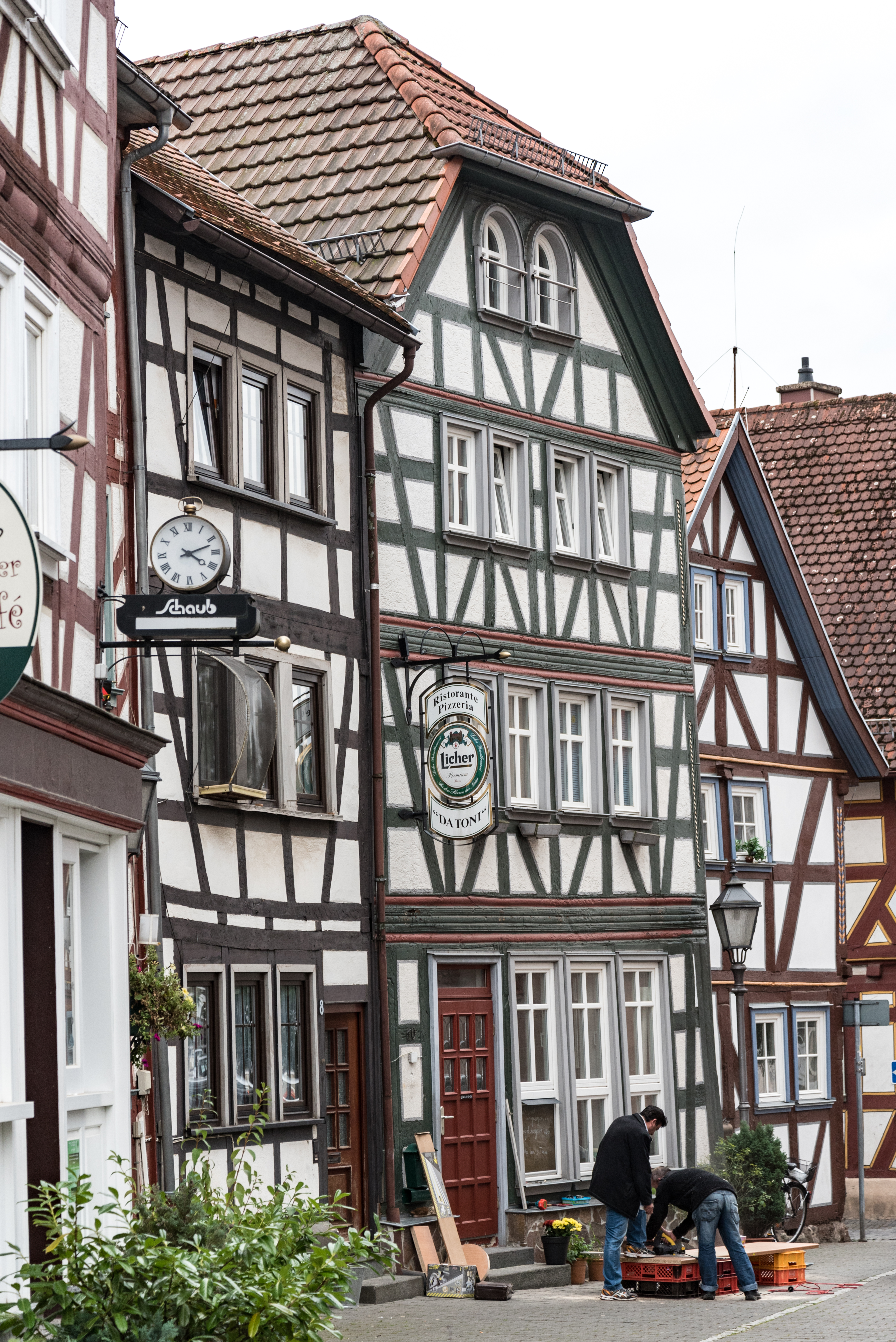
Vakwerkhuizen aan de Kirchstraße te Schotten
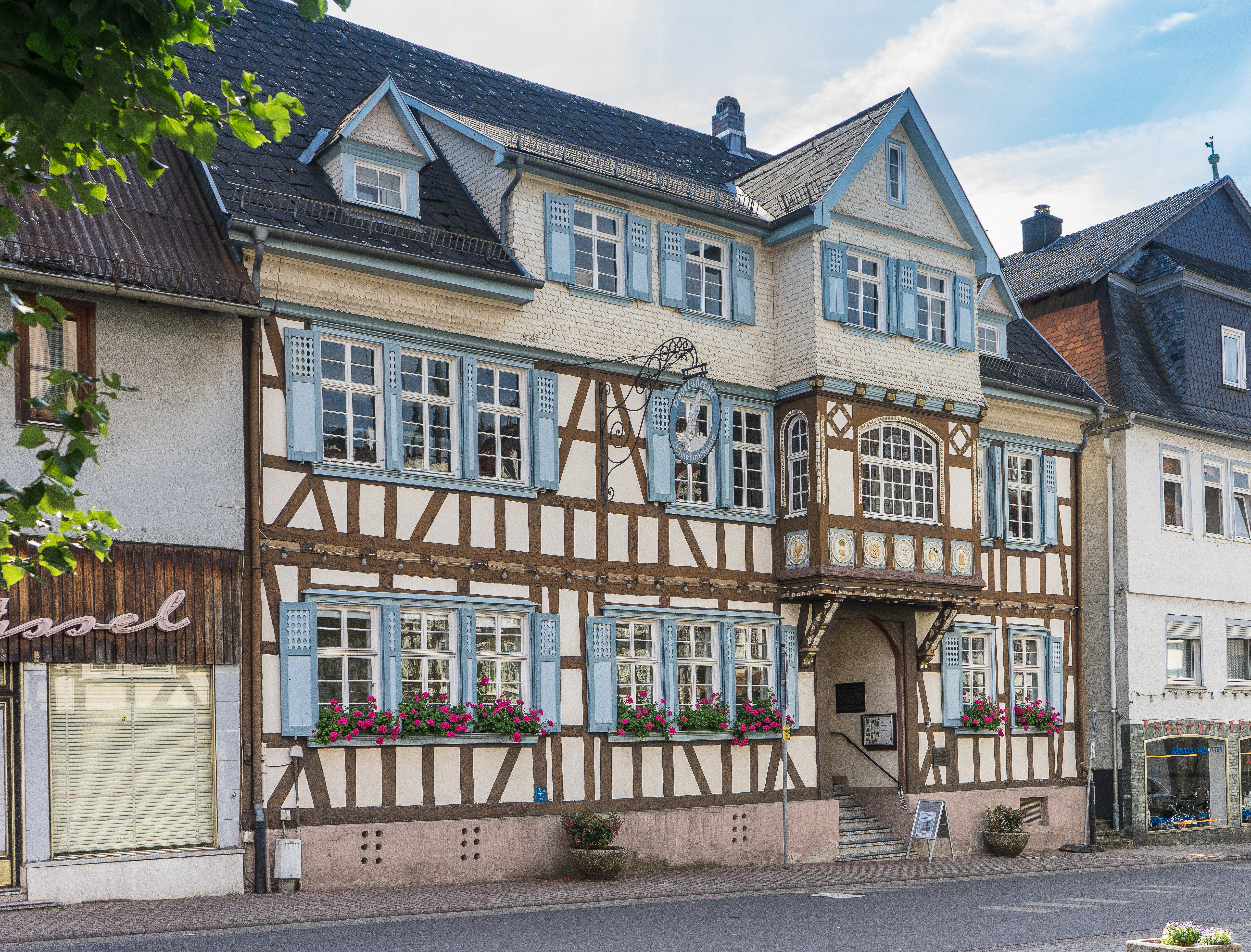
Haus Weber, Schotten
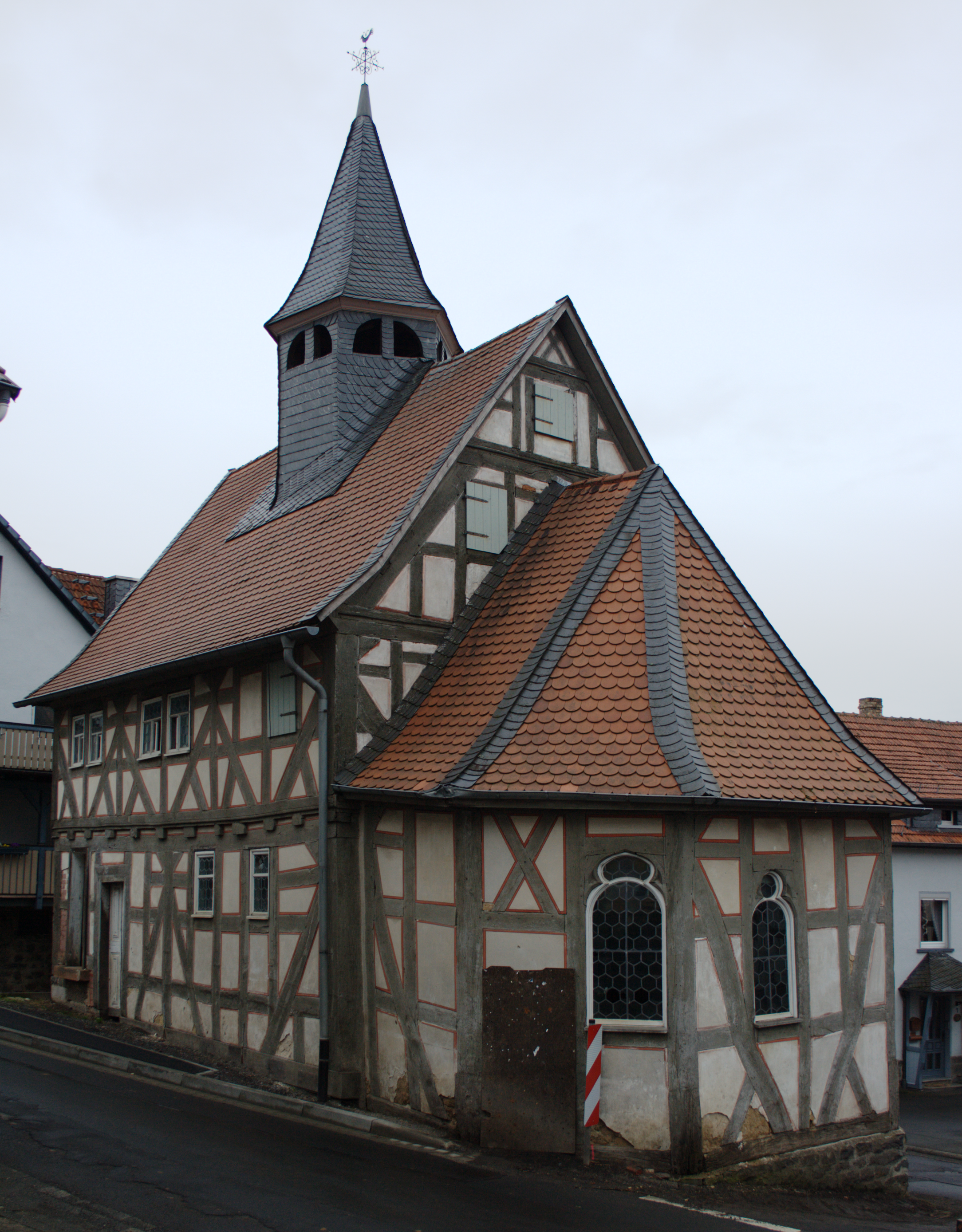
Voormalig kerk- en schoolgebouw (17e eeuw), Betzenrod
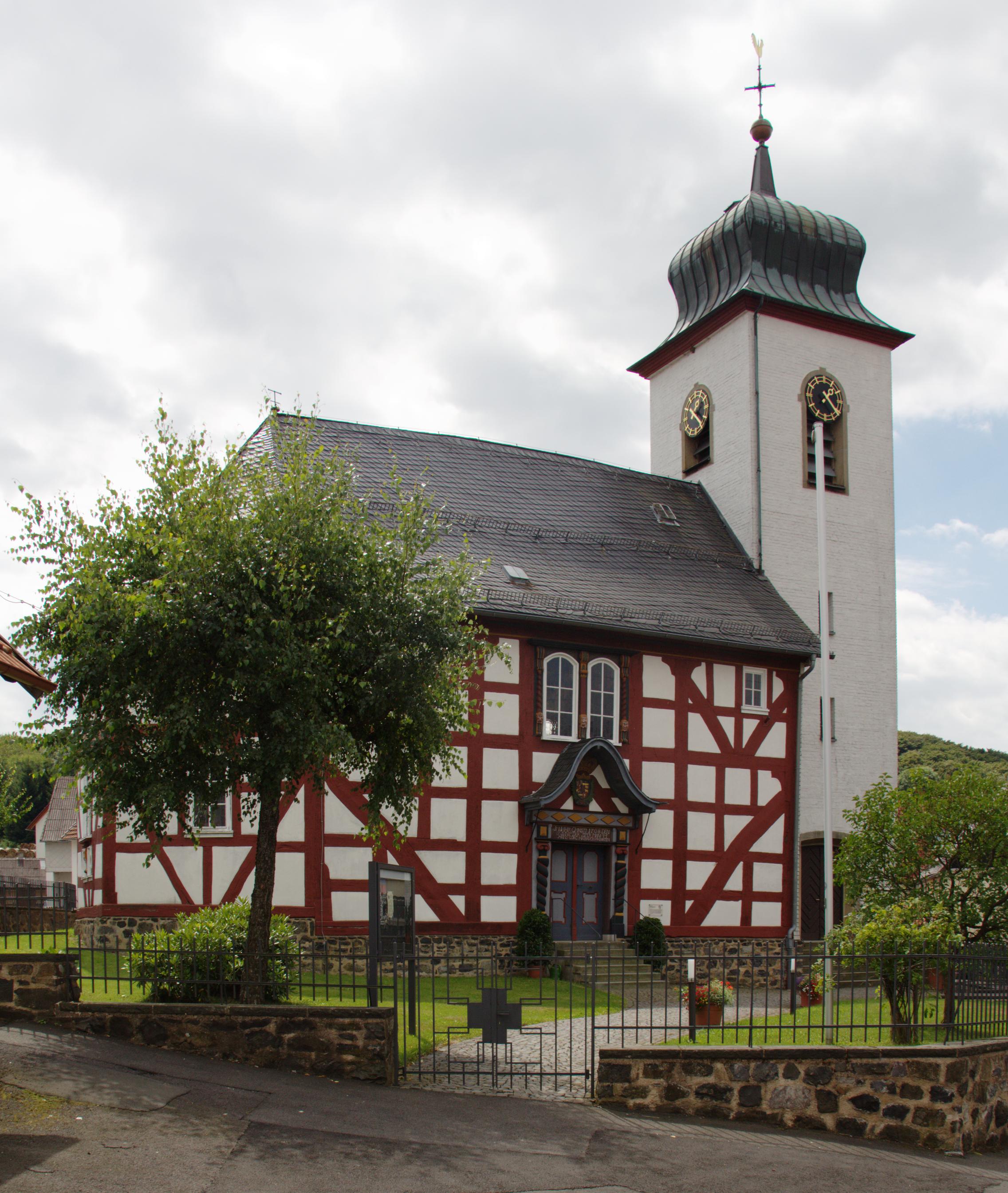
Kerkje van Breungeshain
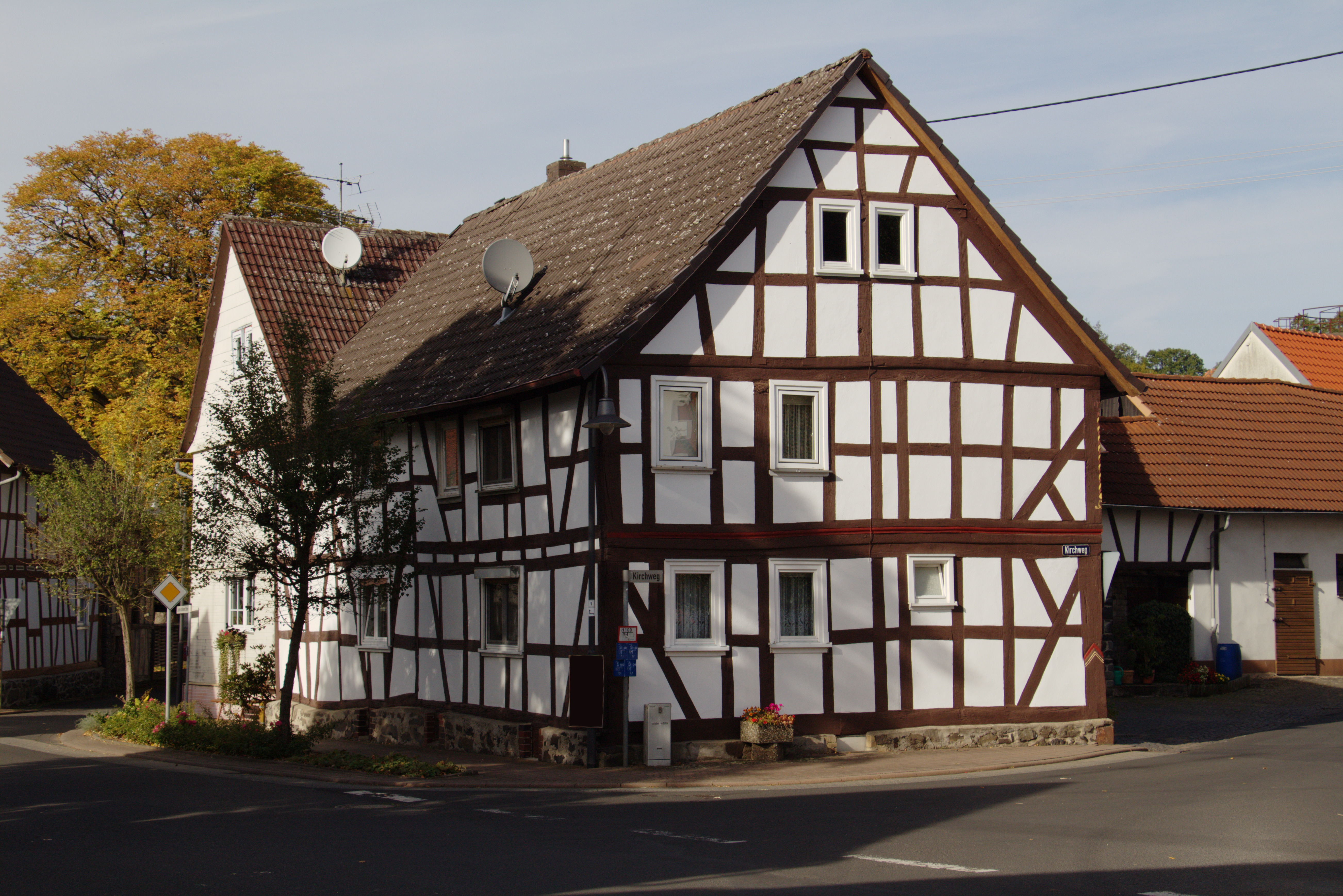
Huizen te Eichelsachsen
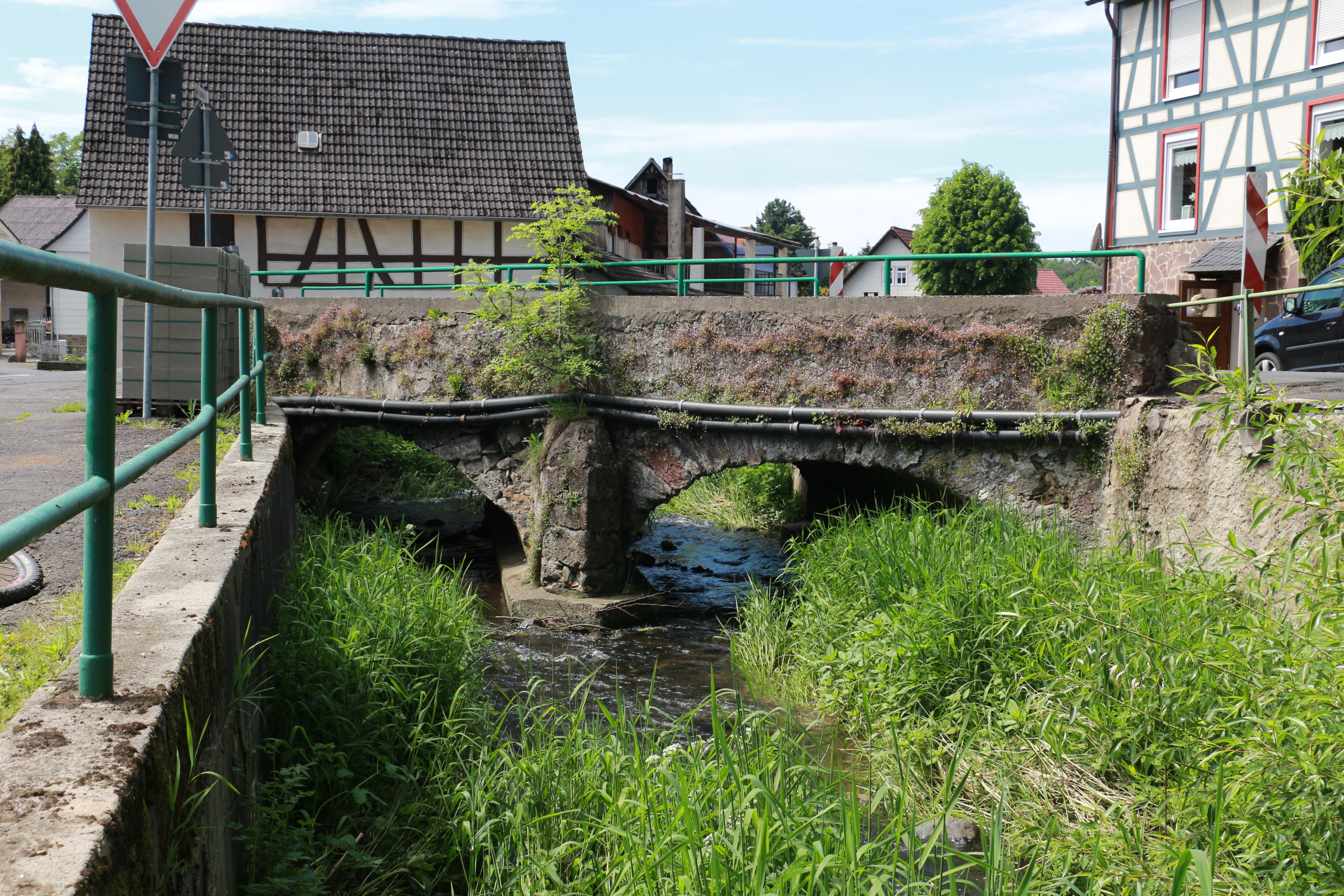
Bruggetje over de Eichelbach te Eschenrod
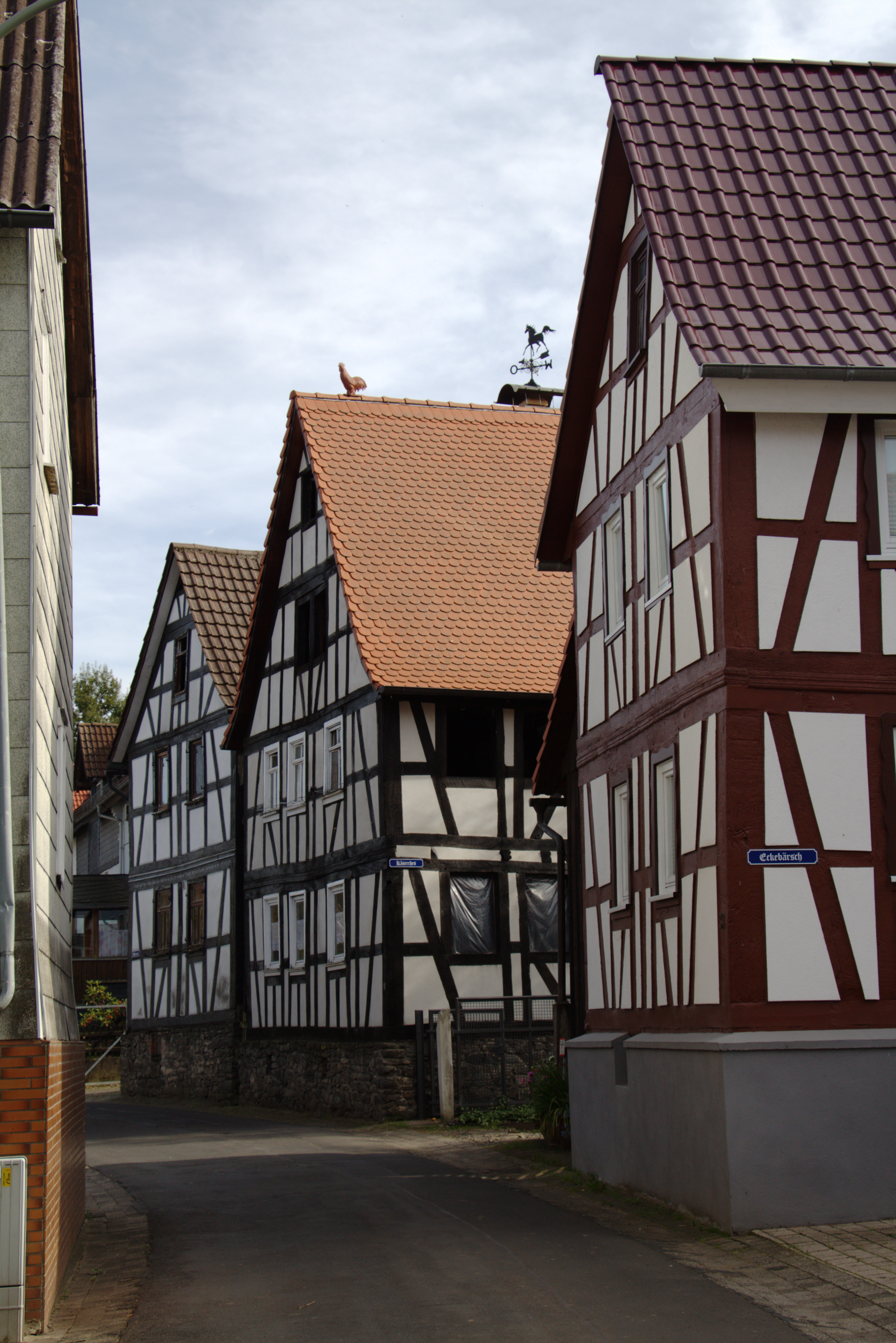
Straatje te Rainrod
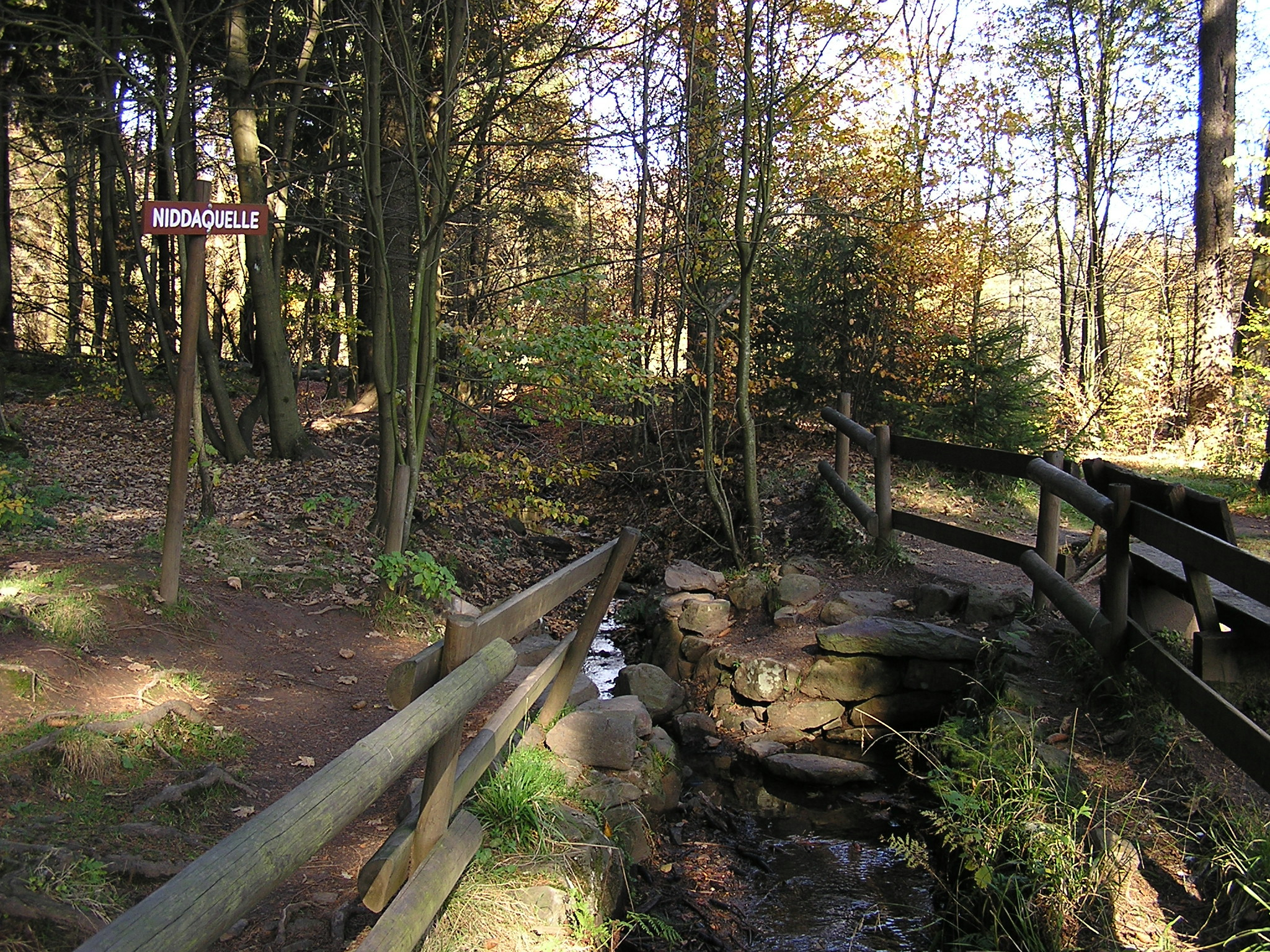
Bron van de Nidda op de berg Taufstein
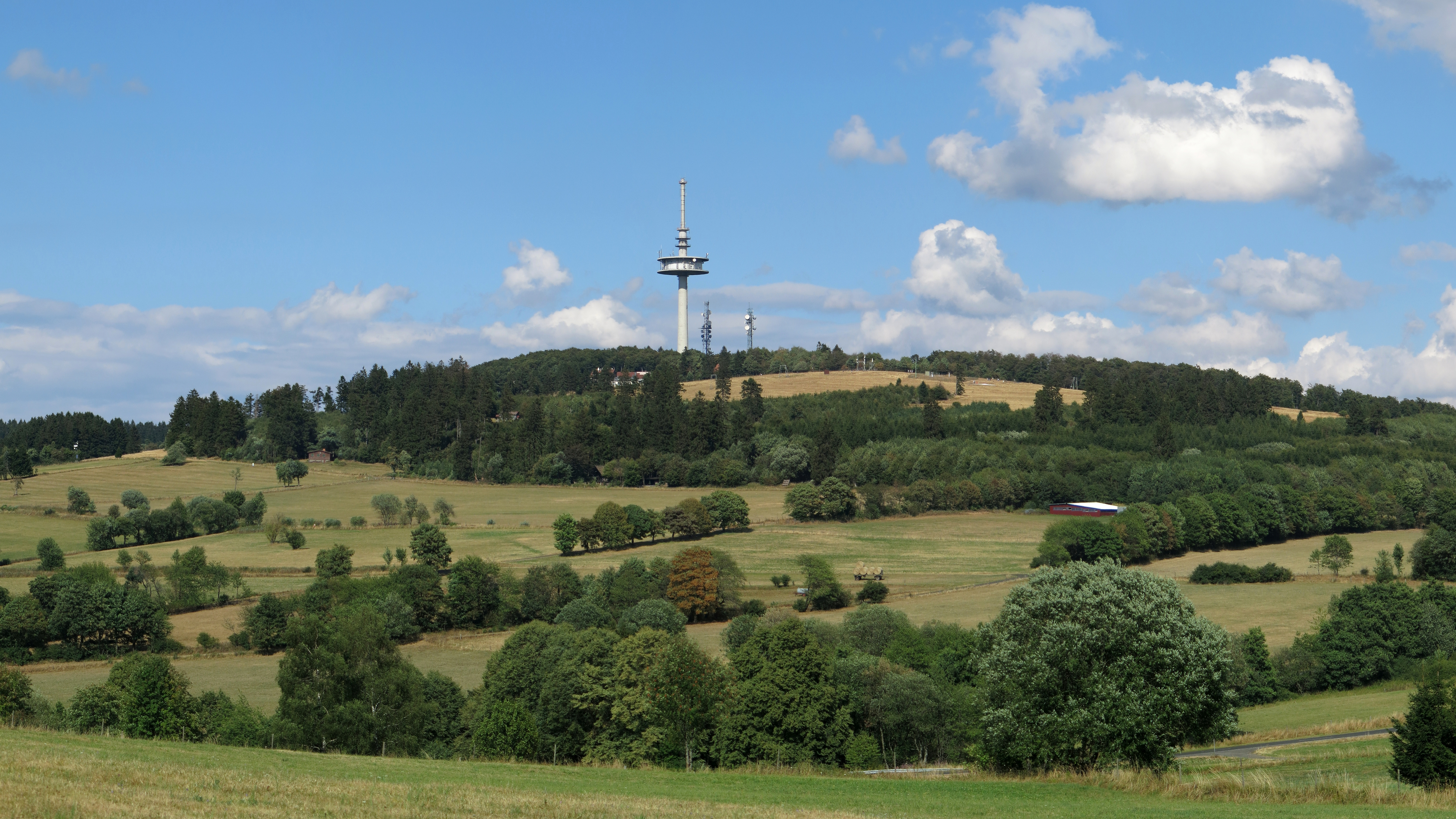
De berg Hoherodskopf

## Partnergemeenten
Schotten onderhoudt jumelages met:
- Arco in Italië, sedert 1960
- Beloeil-Quevaucamps in België, sedert 1963
- Crosne (Département Essonne) in Frankrijk, sedert 1963
- Rýmařov in Tsjechië, sedert 1996
- Maybole, South Ayrshire, in Schotland, sedert 2000